# Chocobanano

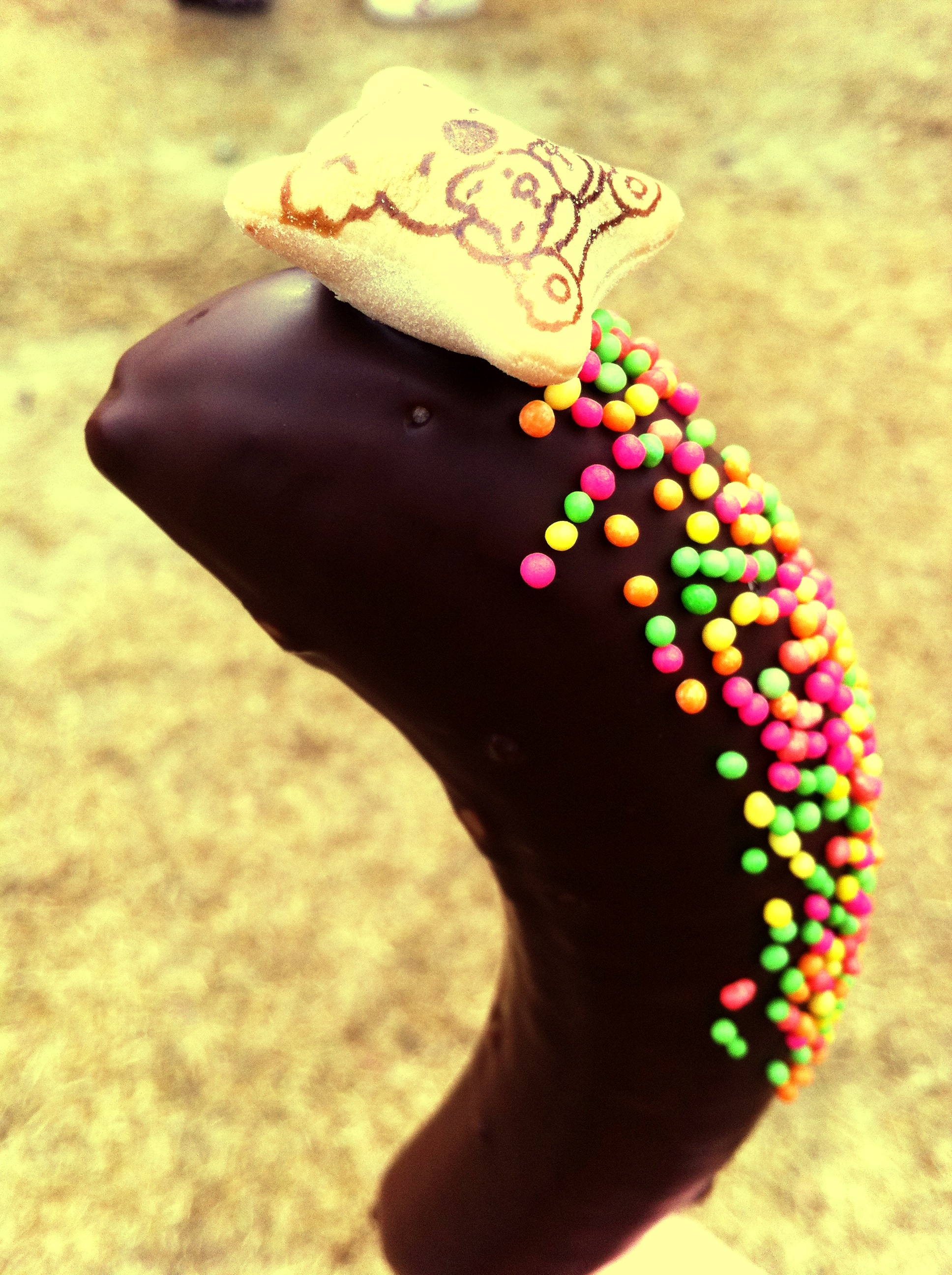

El chocobanano es un postre originario de Centroamérica que consiste en un banana congelado incrustado en una paleta de madera, que es bañado de chocolate y que en ocasiones puede estar glaseado de maní, Choco Krispis, chispitas de dulce, galleta oreo, etc. Existen diferentes variaciones, como el chocofresa (fresas bañadas de chocolate), chocopiña (trozos de piña bañados en chocolate), chocococo (trozos de coco bañados en chocolate).
El chocobanano es un postre que se encuentra en las tiendas de barrios, supermercados y escuelas.